# Comité National Olympique et Sportif Français

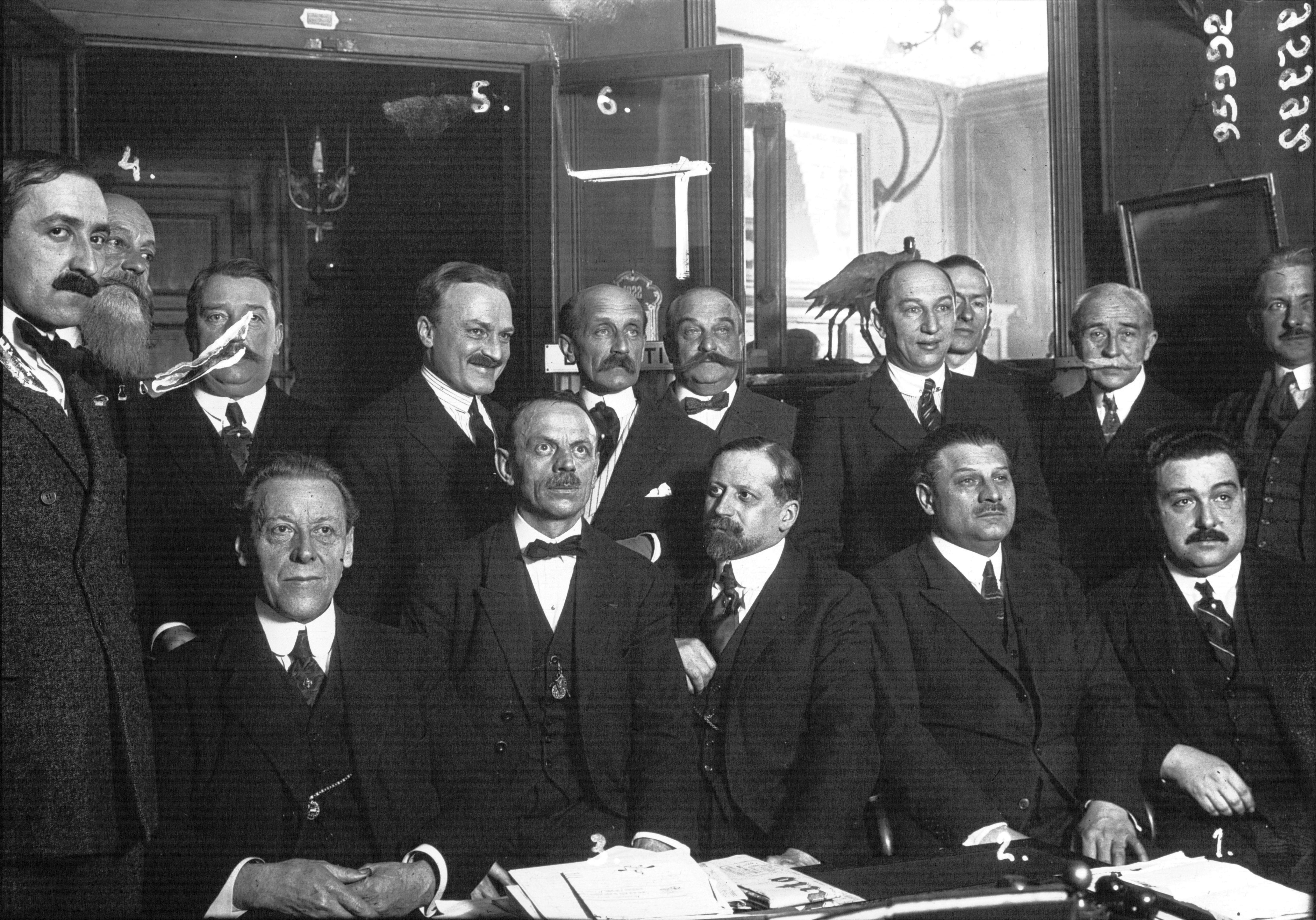
Das Comité olympique français im Jahr 1922

Das Comité national olympique et sportif français (CNOSF) ist das Nationale Olympische Komitee in Frankreich mit Sitz in Paris.

## Geschichte
Im Jahr 1894 wurde das Comité olympique français (COF) von mehreren Personen um Pierre de Coubertin gegründet, der als erster Präsident des Verbandes fungierte. Zu den Olympischen Spielen 1896 in Athen kam es dann zur ersten Teilnahme Frankreichs an Olympischen Spielen. Am 23. Mai 1908 erfolgte die Gründung des Comité national des sports (CNS), das ab 1913 eng mit dem COF zusammenarbeitete. So war Justinien de Clary ab 1913 Präsident beider Verbände. Nach den Olympischen Spielen 1924 in Paris teilten sich die beiden Verbände ihre Aufgabengebiete auf, wobei das COF dem CNS untergeordnet wurde: während das COF für die Belange der französischen Delegation bei Olympischen Spielen zuständig war, kümmerte sich das CNS um die Belange sämtlicher Mitgliedsverbände. An Winterspielen nahm Frankreich erstmals 1924 in Chamonix teil. Aufgrund von Statuten des IOC waren COF und CNS ab 1953 zunächst voneinander unabhängig, ehe die beiden Verbände am 22. Februar 1972 schließlich zum heutigen Comité national olympique et sportif français (CNOSF) fusionierten.

## Präsidenten

### Comité national des sports (CNS)
- 1908–1909: Duvigneau de Lanneau
- 1909–1910: Marquis de Chasseloup-Laubat
- 1910–1911: Albert Glandaz
- 1911–1912: Duvigneau de Lanneau
- 1912–1913: Albert Glandaz
- 1913–1925: Justinien de Clary
- 1925–1931: Gaston Vidal
- 1931–1947: Jules Rimet
- 1947–1967: Alfred Eluère
- 1967–1971: Pierre Graux
- 1971–1972: François Chiarisoli

### Comité olympique français (COF)
- 1894–1913: Pierre de Coubertin
- 1913–1933: Justinien de Clary
- 1933–1967: Armand Massard
- 1967–1971: Jean de Beaumont
- 1971–1972: Claude Collard

### Comité national olympique et sportif français (CNOSF)
- 1972–1982: Claude Collard
- 1982–1993: Nelson Paillou
- 1993–2009: Henri Sérandour
- 2009–2021: Denis Masseglia
- seit 2021: Brigitte Henriques